# Petaling Jaya

Petaling Jaya est une ville de l'État du Selangor en Malaisie. Elle fait partie de l'aire urbaine de Kuala Lumpur. Elle a été développée dans les années 1970 et 1980. Elle se caractérise par son étalement et son architecture essentiellement de lotissements de maisons attachées.

## Économie
- Adventa